# Dendrotion paradoxum
Dendrotion paradoxum är en kräftdjursart som beskrevs av Hansen 1916. Dendrotion paradoxum ingår i släktet Dendrotion och familjen Dendrotionidae. Inga underarter finns listade i Catalogue of Life.